# Plancinus
Plancinus Simon, 1886 è un genere di ragni appartenente alla famiglia Thomisidae.

## Distribuzione
Le tre specie note di questo genere sono state rinvenute in Uruguay

## Tassonomia
Non sono stati esaminati esemplari di questo genere dal 1886.
A dicembre 2014, si compone di tre specie:
- Plancinus brevipes Simon, 1886 — Uruguay
- Plancinus cornutus Simon, 1886 — Uruguay
- Plancinus runcinioides Simon, 1886[2] — Uruguay

### Specie trasferite
- Plancinus advecticius Simon, 1909; trasferita al genere Runcinia Simon, 1875[1].